# Complexe communautaire de Sai Ying Pun
Le complexe communautaire de Sai Ying Pun (西營盤社區綜合大樓) est situé au 2 High Street (en) de Sai Ying Pun (zh) à Hong Kong. Il s'agit d'un bâtiment de 8 étages construit sur le site de l'ancien hôpital psychiatrique datant de 1892, dont seule la façade en granit et la véranda voûtée ont été conservées et qui est classée bâtiment historique de rang I.

## Histoire
L'ancien hôpital psychiatrique est construit en 1892 par les architectes Danby & Leigh (aujourd'hui Leigh & Orange (en)). Il sert de quartier pour le personnel infirmier européen de l'hôpital civil (1846-1937) jusqu'à la Seconde Guerre mondiale. À l'origine, il ne contient que 10 chambres pour les infirmières, un bureau de sage-femme, un laboratoire de chimie, 12 logements pour les domestiques et d'autres installations de vie comme une salle à manger, une cuisine, un bureau et un lieu de stockage. Dans les années 1940, l'aile orientale est agrandie et six autres arches sont ajoutées à la façade nord d'origine, contenant 18 arches avec un fronton marquant le milieu et des poivrières aux extrémités pour former une structure aux proportions classiques, lors d'une extension en montée. Le bâtiment est utilisé pour loger le personnel en 1941.

### Hôpital psychiatrique
Il est transformé en hôpital psychiatrique après la guerre et est en 1947 le seul de ce type dans la ville alors que la population de Hong Kong est d'un million et demi d'habitants.
Le bâtiment est le bloc féminin de l'hôpital psychiatrique dans les années 1940.
Il continue à opérer comme tel jusqu'à l'ouverture de l'hôpital psychiatrique de Castle Peak en 1961, et redevient un centre de traitement diurne pour les patients ambulatoires psychiatriques jusqu'en 1971.

### La maison hantée de High Street
Des récits d'observations de fantômes se répandent depuis sa désaffectation dans les années 1970. Par conséquent, il est surnommé par les habitants la « maison hantée de High Street ». Il devient le repaire d'adolescents curieux et de toxicomanes qui fréquentent la clinique de méthadone à proximité car il reste inoccupé pendant 20 ans à partir des années 1970.
Il tombe progressivement en ruine et est gravement endommagé par deux incendies, qui auraient été déclenchés par inadvertance par des intrus. Le gouvernement de Hong Kong décide dans les années 1990 de conserver la façade et de reconstruire un centre communautaire à l'intérieur. Les travaux sont terminés en 2001. En conséquence, seule la façade nord du bâtiment historique est restaurée et préservée lors de la construction du complexe communautaire de Sai Ying Pun, car ce bâtiment est le seul exemple historique de ce type à Hong Kong.
Les vestiges de l'hôpital sont classés bâtiment historique de rang I et sont sur le tracé du sentier du patrimoine de Central and Western.

## Installations
Il y a une salle communautaire au sein du complexe de Sai Ying Pun. Il abrite aujourd'hui plusieurs organisations caritatives qui fournissent des services à la communauté locale.

## Galerie

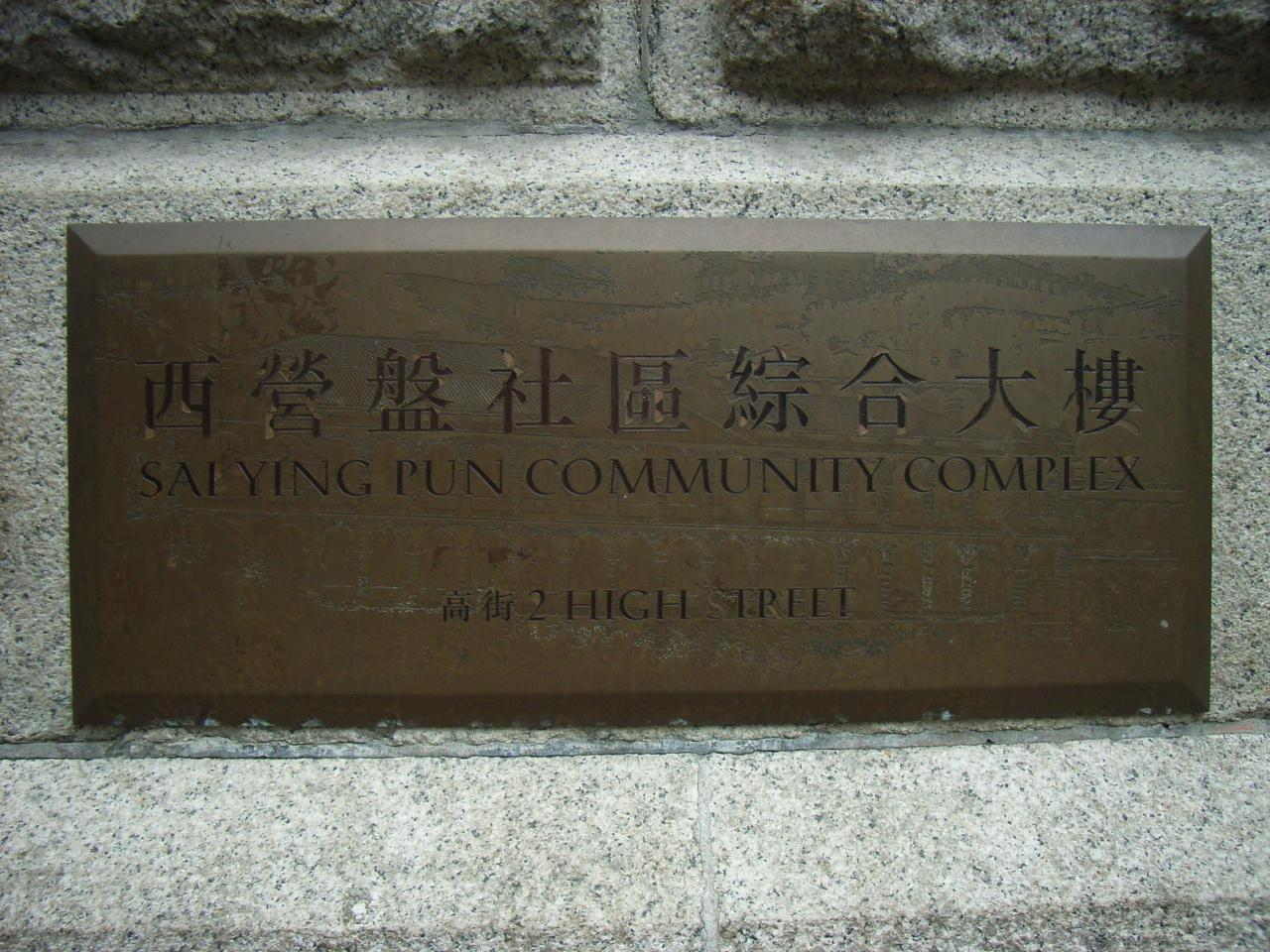
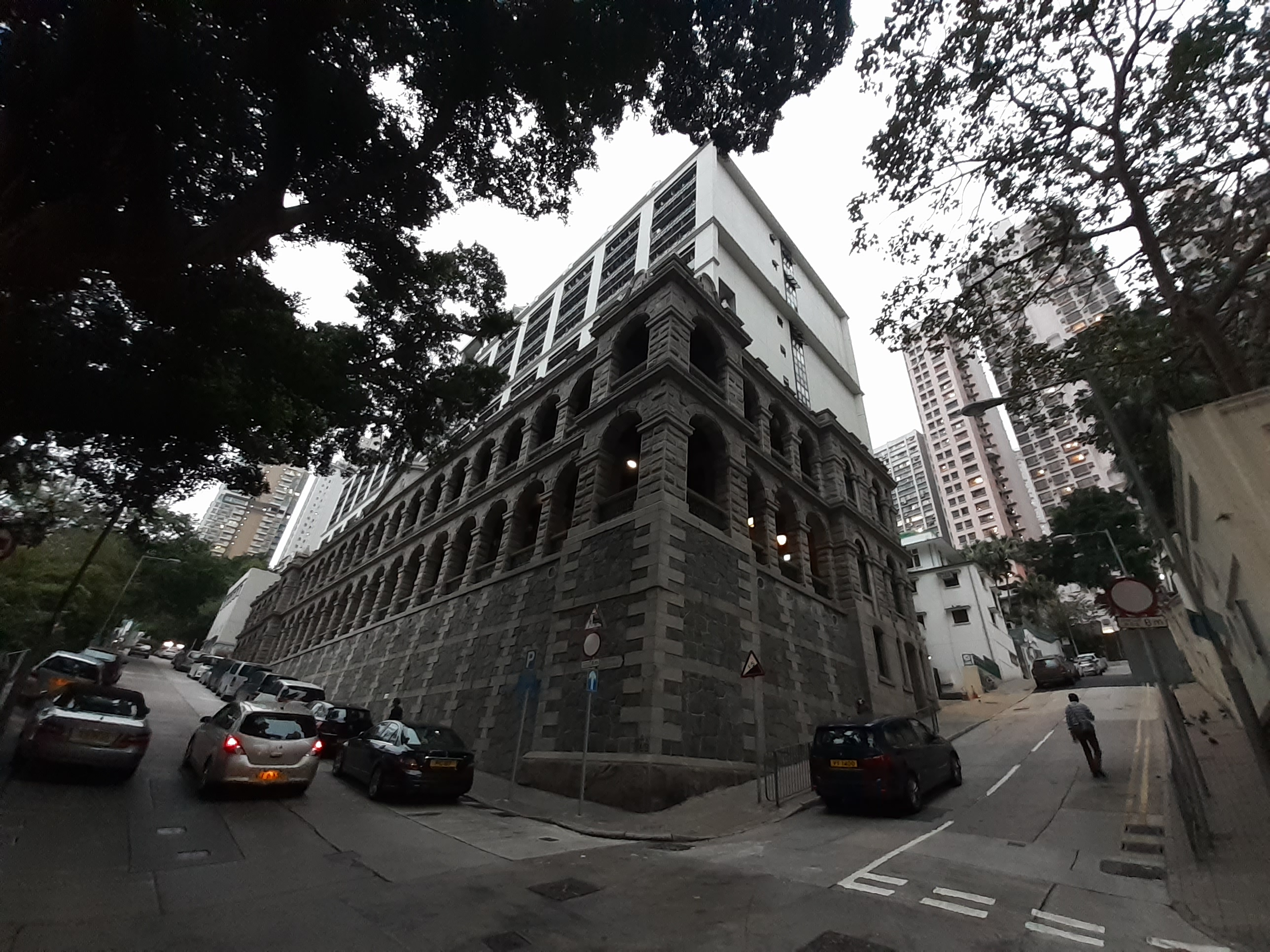
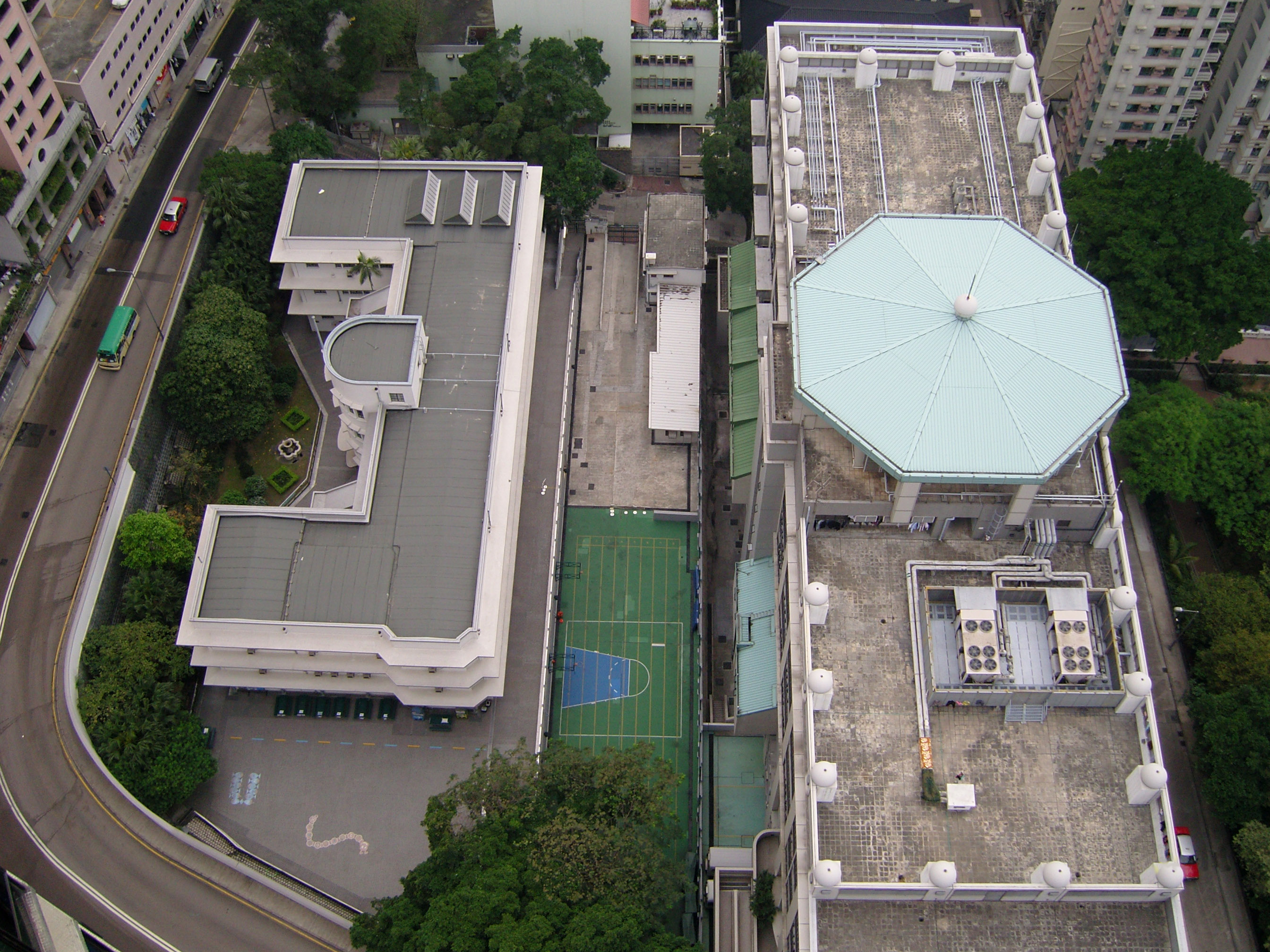
Vue aérienne du complexe.
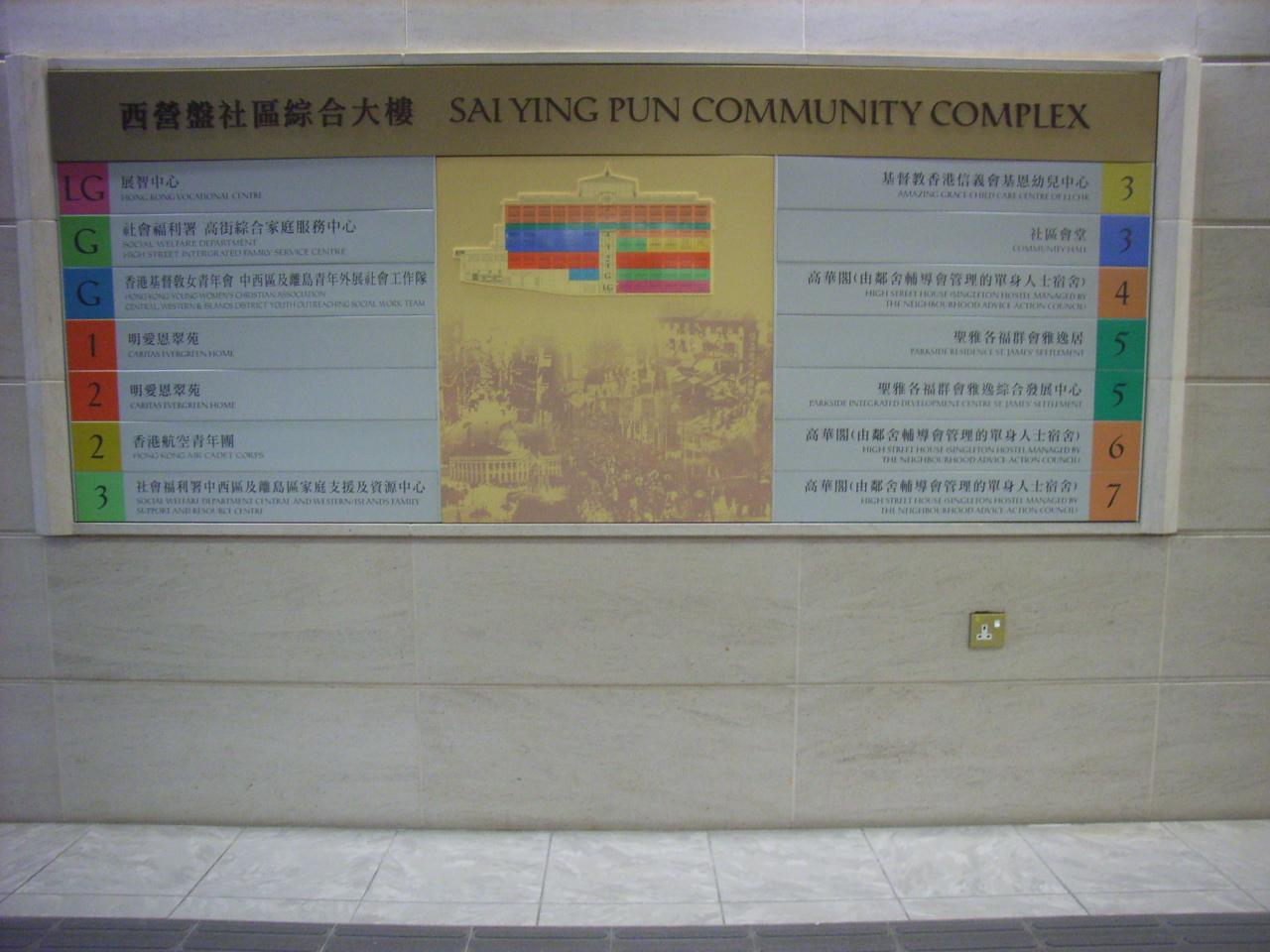
Plan d'étage du Complexe.
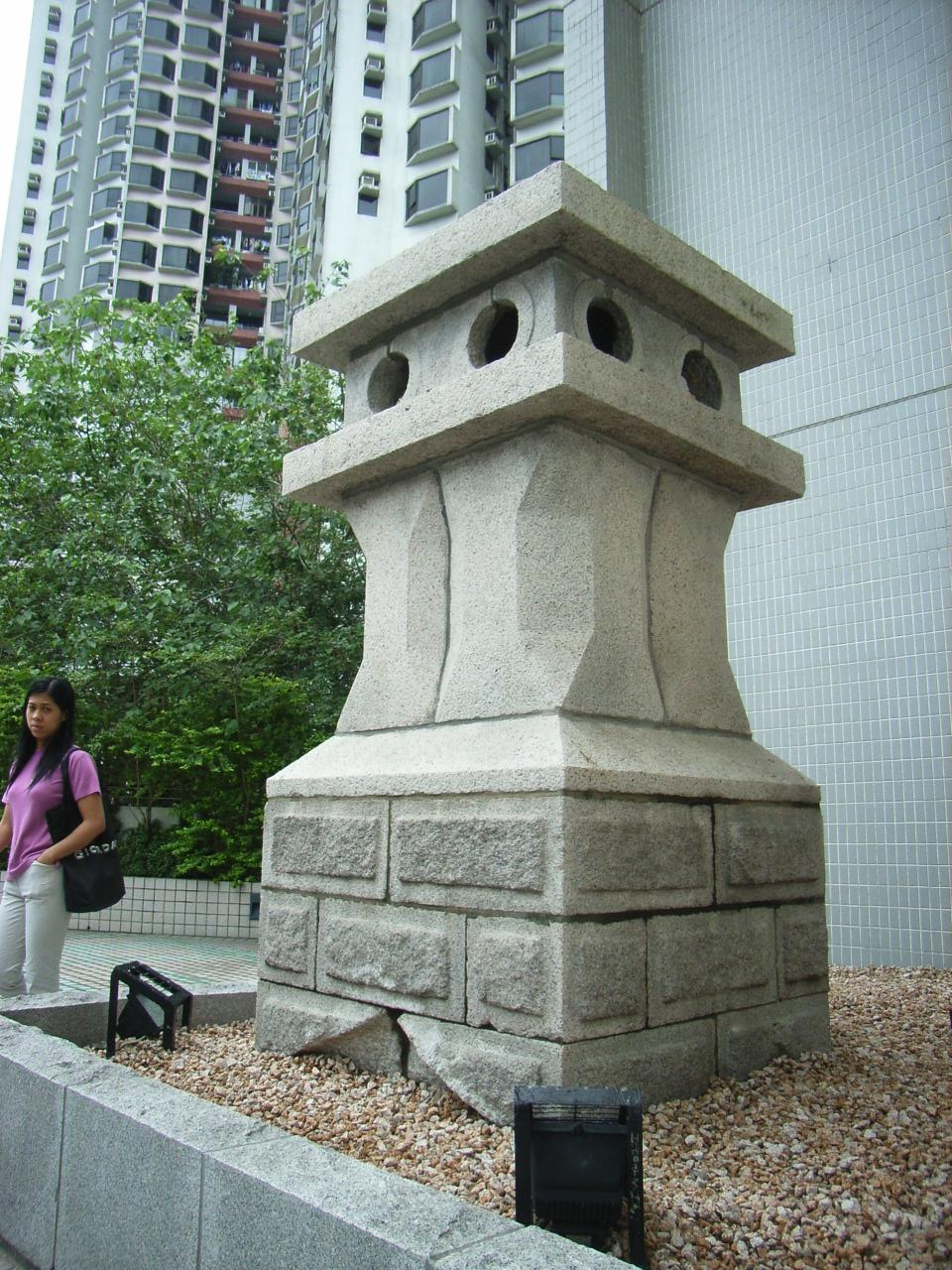